# Bělá (okres Opava)
Obec Bělá (německy Bielau, polsky Biała) leží v okrese Opava. Má 668 obyvatel.
Ve vzdálenosti 9 km jižně leží město Hlučín, 10 km jihozápadně město Kravaře, 17 km jihovýchodně město Bohumín a 18 km jižně statutární město Ostrava.
V Bělé pramení Píšťský potok, který obcí protéká.

## Historie

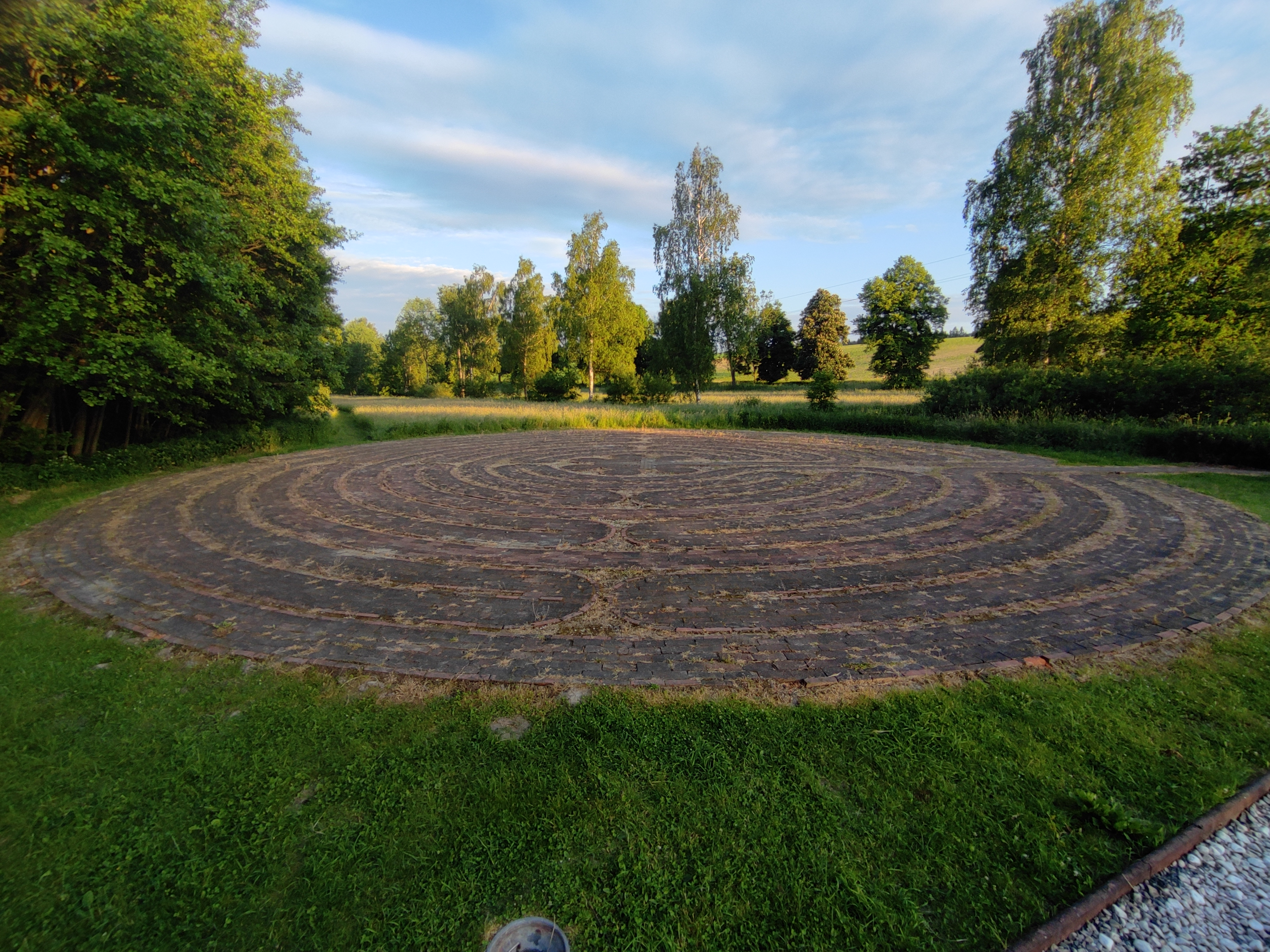
Křesťanský labyrint

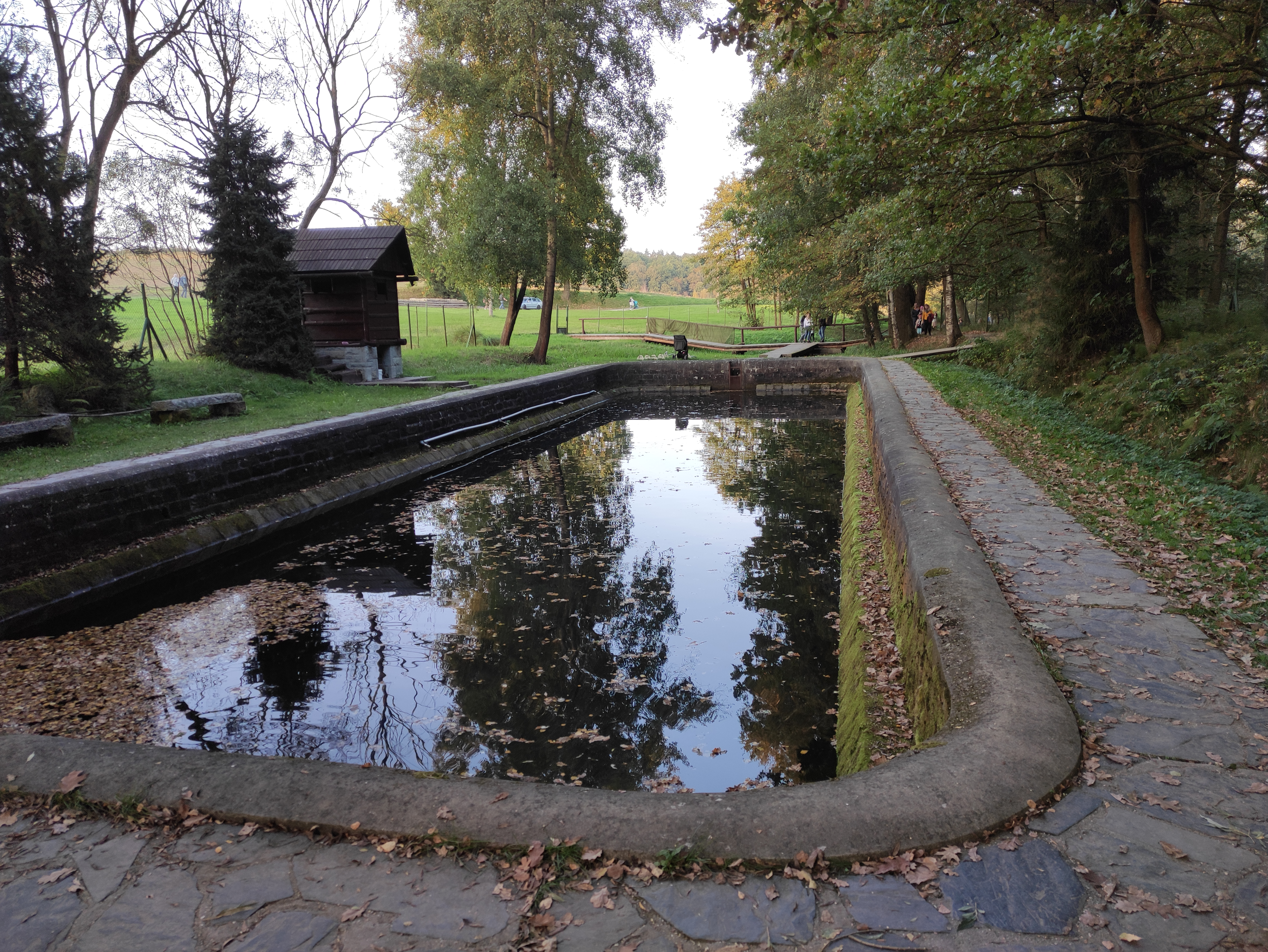
Pstruží farma Bělá

První písemná zmínka o obci pochází z roku 1349.
Od 1. ledna 1979 do 30. června 1990 byla vesnice součástí obce Chuchelná a od 1. července 1990 se stala samostatnou obcí.
Právo užívat znak a vlajku bylo obci uděleno rozhodnutím Poslanecké sněmovny Parlamentu České republiky dne 9. prosince 1996.

## Obyvatelstvo
| Rok            | 1869 | 1880 | 1890 | 1900 | 1910 | 1921 | 1930 | 1950 | 1961 | 1970 | 1980 | 1991 | 2001 | 2011 | 2021 |
| -------------- | ---- | ---- | ---- | ---- | ---- | ---- | ---- | ---- | ---- | ---- | ---- | ---- | ---- | ---- | ---- |
| Počet obyvatel | 336  | 339  | 366  | 448  | 406  | 448  | 476  | 504  | 707  | 745  | 768  | 724  | 705  | 661  | 646  |
| Počet domů     | 65   | 66   | 61   | 64   | 70   | 70   | 80   | 97   | 137  | 149  | 159  | 173  | 180  | 186  | 204  |

## Pamětihodnosti
- Diagnostická stezka zdraví - okružní naučná stezka
- Výklenková kaplička Panny Marie a výklenková kaplička
- Kostel sv. Jana Křtitele se hřbitovem
- Křesťanský labyrint
- Pramen Židlo
- Priessnitzové koupele – dva volně přístupné bazénky
- Pstruží farma Bělá